# ロトンデッラ
ロトンデッラ（イタリア語: Rotondella）は、イタリア共和国バジリカータ州マテーラ県にある、人口約2,600人の基礎自治体（コムーネ）。

## 地理

### 位置・広がり

#### 隣接コムーネ
隣接するコムーネは以下の通り。
- コロブラーロ
- ノーヴァ・シーリ
- ポリコーロ
- トゥルシ
- ヴァルシンニ

## 行政

### 分離集落
ロトンデッラには、以下の分離集落（フラツィオーネ）がある。
- Mortella, Rotondella Due, Trisaia